# Mešita Al-Zajtuna
Mešita Al-Zajtuna (arabsky جامع الزيتونة‎) je hlavní mešita v Tunisu. Mešita byla založena na konci 7. století či začátku 8. století a její současná podoba pochází z 9. století, přičemž mnoho sloupů je přivezeno ze starověkého Kartága. Při mešitě se nachází stejnojmenná univerzita.

## Etymologie

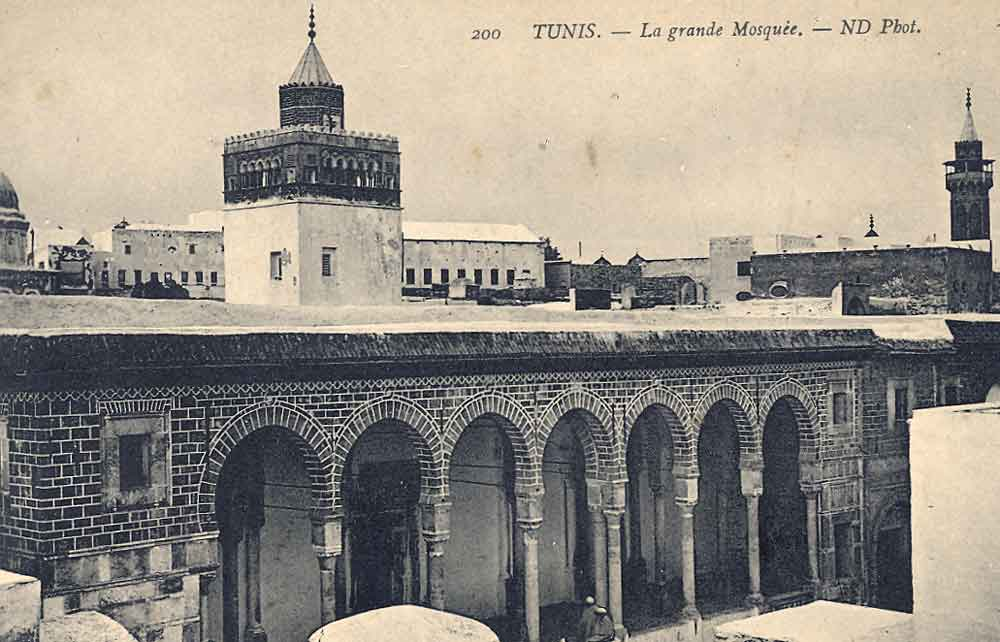
Fotografie z roku 1880.

Název Al-Zajtuna znamená arabsky oliva. Dle legendy tento název vznikl tak, že na místě před výstavbou rostla oliva. Tuniský historik Ibn Abi Dinar v 17. století psal, že na místě před výstavbou stál byzantský kostel zasvěcený svaté Olivii. Archeologické výzkumy v roce 1970 ukázaly, že mešita byla postavena nad byzantskou budovou a hřbitovem, přičemž tou budovou mohla být bazilika. V roce 1402 požádal sicilský král Martin I. o navrácení relikvií svaté Olivie, což hafsidský chalífa Abu Faris Abd al-Aziz II. odmítl.

## Historie

### Výstavba
Al-Zajtuna byla druhou mešitou postavenou v Tunisku, první byla mešita Velká mešita Uqba v Kajruvánu. Postavena byla brzy poté, co roku 698 muslimští Arabové dobyli před tím křesťanský byzantský Tunis. Ibn Chaldún a Al Bakri uvádí jako rok dokončení výstavby mešity 731. Al Bakri a Hassan ibn al-Nu'man uvádí, že výstavba mešity začala brzy po dobytí města v roce 698.

### Aghlabovská rekonstrukce
Za vlády Aghlabovců v 9. století došlo k výrazné rekonstrukci, která byla dokončena v letech 864–865. Na patě kopule jsou uvedena tři jména: Abbásovský chalífa Al-Musta'in, Nusayr (chalífům mawla) a Fathallah (architekt). Aghlabovský emír Abu Ibrahim Ahmad na stavbě není zmíněn. Mešita v této době neobsahovala minaret.

### Pozdější historie

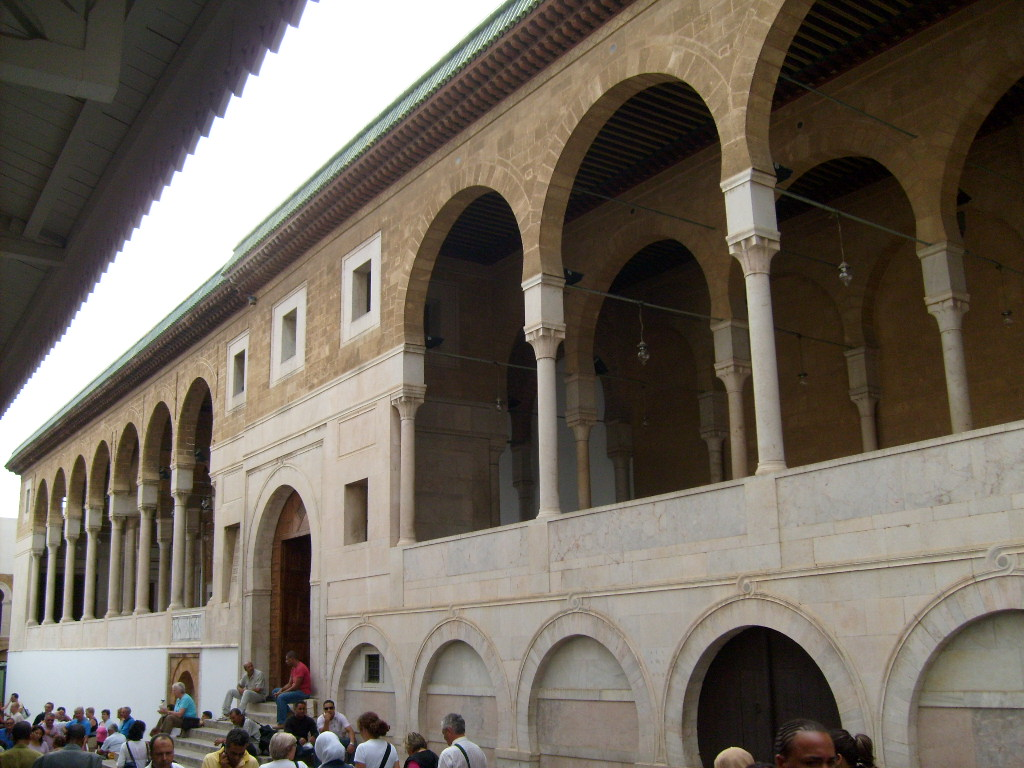
Hlavní vchod

Za vlády Ziridů byly přistavěny galerie kolem nádvoří. Roku 991 došlo k výstavbě hlavní kopule. Za vlády Hafsidů se Tunis stal hlavním městem státu a v letech 1438–1439 byl vystavěn minaret. V roce 1534 španělská armáda zničila mnoho spisů v knihovnách mešity. Za turecké nadvlády v roce 1637 došlo k přístavbě arkádové lodžie k východnímu průčelí. V roce 1894 byl neoalmohadském stylu přestavěn minaret.

## Univerzita
O výuce před 14. stoletím není dostatek informací, jelikož mocenským centrem oblasti byl Kajruván. Od 14. století zde vzkátá vzdělávání, jehož absolventem byl např. Ibn Chaldún. Vyučoval se zde tafsir (islámská teologie), fiqh (islámské právní věda), arabská gramatika, historie, přírodní vědy a medicína. Za úspěšně splněný kurz získal student ijazah a následně mohl tento předmět sám vyučovat. Kromě "vysoké školy" zde probíhal i kuttab, kde se mládež učila číst, psát a memorovat islámské texty.

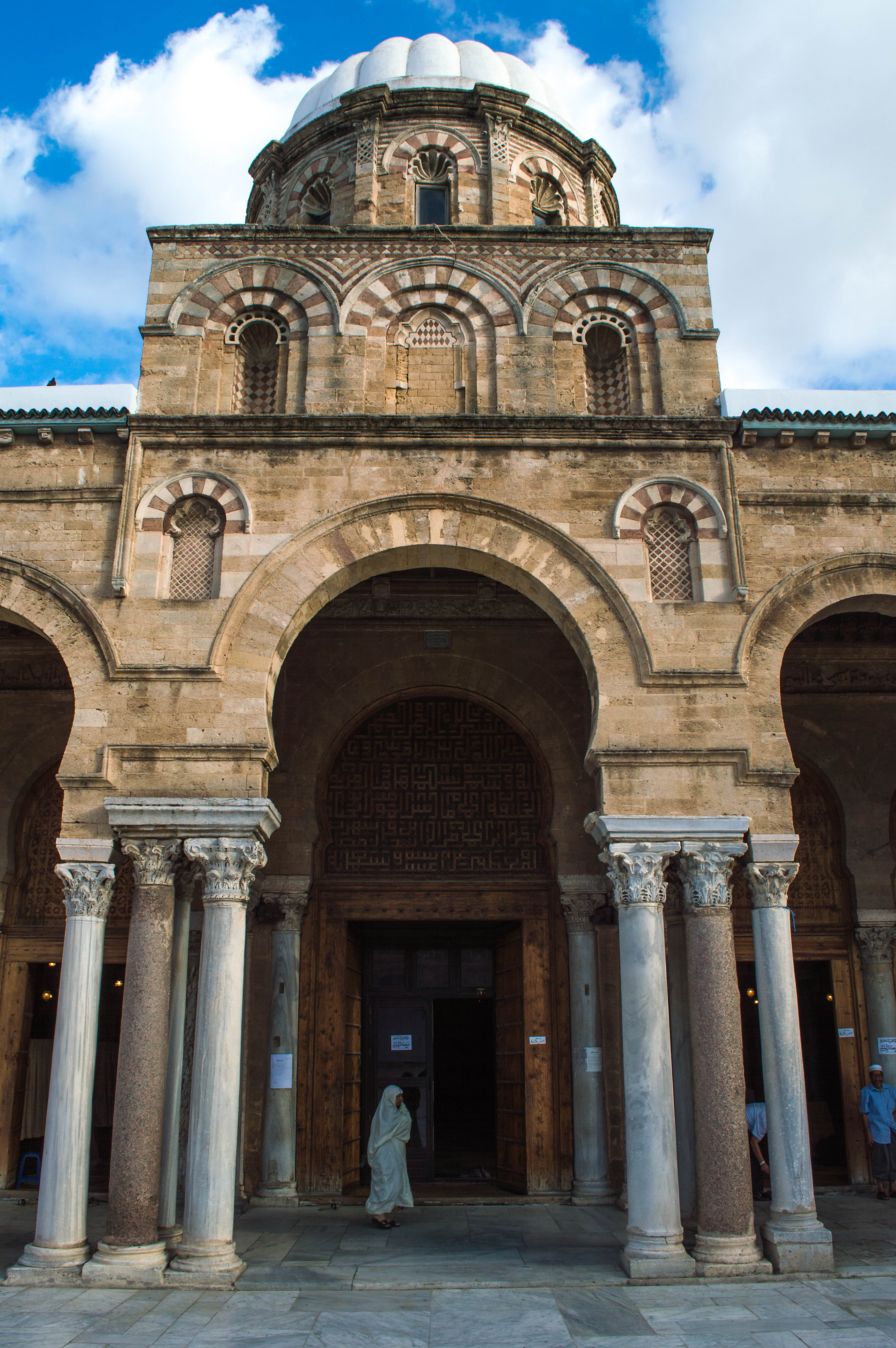
Hlavní kopule

Součástí školy byly rozsáhlé knihovny. Velká část původního obsahu knihovny byla zničena Španěly v roce 1534. Studoval zde přední alžírský povstalec a druhý prezident Alžírska Houari Boumédiène. V roce 1964 byla univerzita zrušena a přeměněna na teologickou fakultu Tuniské univerzity. V roce 2012 po tuniské revoluci byla soudem v reakci na žádost skupiny občanů obnovena jako nezávislá univerzita.

## Architektura

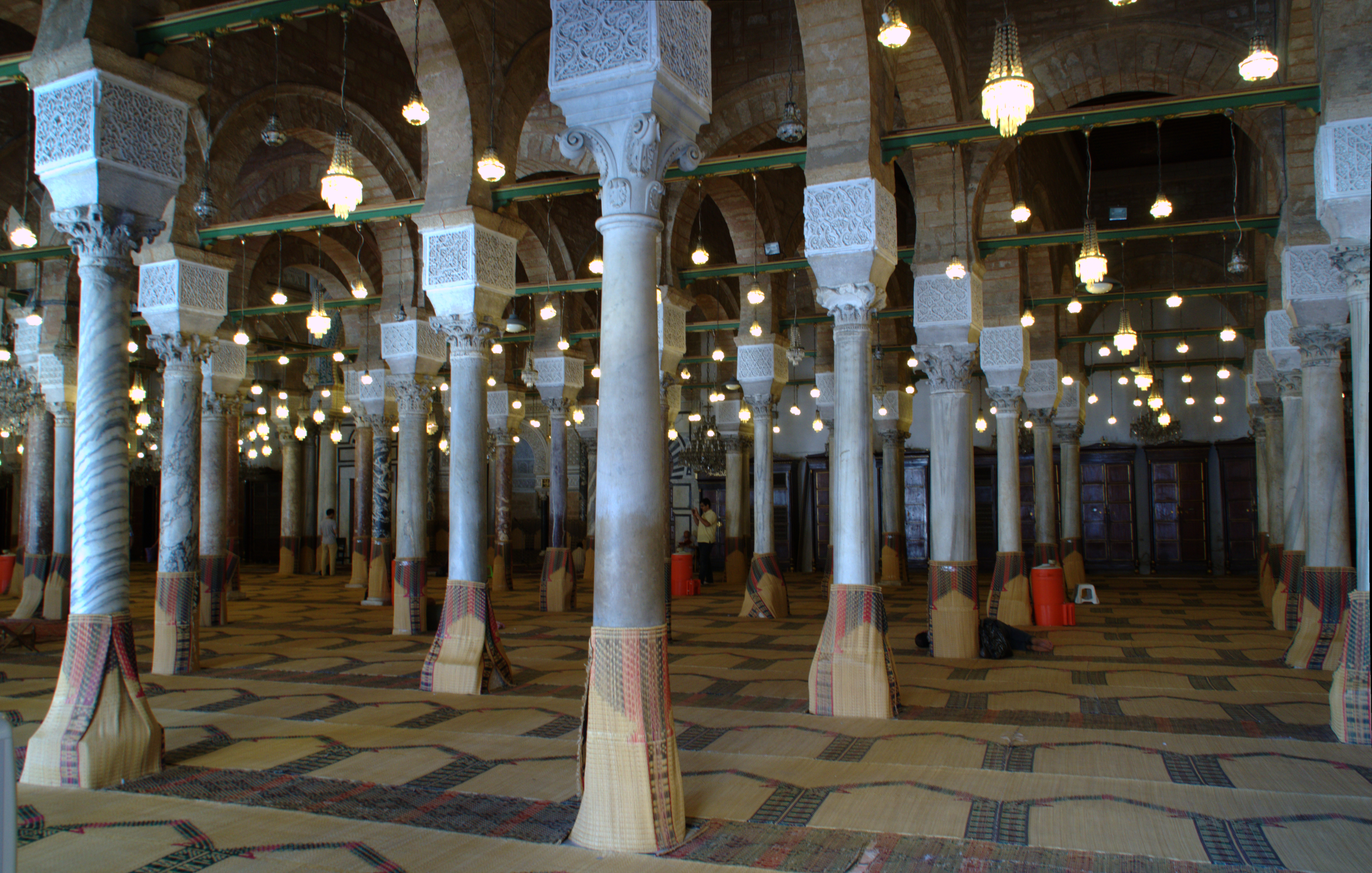
Interiér

Architektura navazuje na Kajruvánskou mešitu. Mešita disponuje nádvořím (sahn). Mešita je těsně integrována do městské struktury a velká část zdí je z ulic skryta jinými budovami. Přilehlé budovy zahrnují obchody, knihovny a maksury. Hlavní vchod pochází z roku 991.